# Цевеличі
Цеве́личі — село в Україні, у Локачинській селищній громаді Володимирського району Волинської області. Населення становить 260 осіб.
Станом на 2016 рік в селі діє церква на честь Апостолів Петра і Павла.

## Географія
Село розташоване на лівому березі річки Свинарка.

## Історія
У 1906 році село Хорівської волості Володимир-Волинського повіту Волинської губернії. Відстань від повітового міста 29 верст, від волості 1. Дворів 69, мешканців 420.
12 червня 2020 року, відповідно до розпорядження Кабінету Міністрів України № 708-р «Про визначення адміністративних центрів та затвердження територій територіальних громад Волинської області», увійшло до складу Локачинської селищної територіальної громади.
19 липня 2020 року, в результаті адміністративно-територіальної реформи та ліквідації  Локачинського району, село увійшло до новоутвореного Володимир-Волинського району (від 18 липня 2022 Володимирського).

## Персоналії
- Петренко Віталій Іванович (1970-2022) - Старший Солдат загинув 10 січня 2022 року.

## Населення
Згідно з переписом УРСР 1989 року чисельність наявного населення села становила 254 особи, з яких 110 чоловіків та 144 жінки.
За переписом населення України 2001 року в селі мешкало 256 осіб.

### Мова
Розподіл населення за рідною мовою за даними перепису 2001 року:
| Мова       | Відсоток |
| ---------- | -------- |
| українська | 98,85 %  |
| білоруська | 1,15 %   |